# Grupo Ibersol
Grupo Ibersol ist ein portugiesisches Unternehmen, das im Bereich der Systemgastronomie tätig ist. Es ist im PSI 20 gelistet. Es betreibt unter anderem Restaurants der Marken Pizza Hut, KFC, Tacco Bell und Pret a Manger.

## Geschichte
Das Unternehmen wurde 1994 gegründet mit dem ersten Pizza-Hut-Franchise in Albufeira.
1995 wurde, um Wachstum zu ermöglichen, in einem Abkommen mit PEPSICO ein Franchisevertrag über KFC in Portugal abgeschlossen. Bis 2022 führte man auch Burger-King-Filialen in Portugal und Spanien. Dieses Geschäft verkaufte man 2022 für etwa 260 Mio. €.

## Eigentümerstruktur
Per Ende 2023 waren folgende Eigentümer am Unternehmen beteiligt:
- ATPS (50,66 %)
- Fergie Servicos e Gestao (10,74 %)
- Bestinver Gestion (6,92 %)
- Magallanes Iberian Equity (5,37 %)
- FMR LLC (3,61 %)
- Coba Asset Management (2,15 %)

Und knapp 20 % befanden sich im Freefloat.